# Wenceslau Júnior
José Wenceslau de Souza Júnior (Patrocínio) é um empresário brasileiro.

## Biografia e carreira
Wenceslau Júnior é natural de Patrocínio, em Minas Gerais, e mudou-se para Cuiabá, Mato Grosso, em 1980. Ele é graduado em Gestão Comercial. Ele foi fundador e presidente da Associação dos Comerciantes de Materiais de Construção do Estado de Mato Grosso (Acomac-MT). Também foi presidente da Sindicado Varejista de Material de Construção de Mato Grosso (Sindcomac-MT). Ocupou também a presidência da Federação do Comércio de Mato Grosso (Fecomercio-MT).
Em setembro de 2022, Wenceslau Júnior foi eleito vice-presidente da Confederação Nacional do Comércio de Bens, Serviços e Turismo (CNC). Em março de 2024, trocou o Partido Social Democrático (PDS) pelo Republicanos.